# Grabczok
Grabczok (do 1993 r. Grabczak, niem. Buchendorf) – wieś w Polsce, położona w województwie opolskim, w powiecie opolskim, w gminie Murów, 21 km w kierunku północnym od Opola. Z miejscowością związany jest przysiółek Mańczok.
W miejscowości znajdują się m.in. rzymskokatolicki kościół filialny (parafia Brynica) św. Jana Chrzciciela, wybudowany pod koniec XX w. w obiekcie, który wcześniej był prywatnym zakładem stolarskim, pomnik upamiętniający 225-lecie miejscowości, pomniki przyrody (m.in. dąb szypułkowy, szacowany na początek XIX wieku) i duży kompleks łąk śródleśnych, znajdujący się na południe od miejscowości.

## Nazwa
Na przestrzeni lat dokumenty odnotowywały następujące nazwy miejscowości: Grabzok (1784), Colonie Grabczog (1789–1791), Grabczok i Grabzak.
Słownik Nazwy geograficzne Śląska określa nazwę jako topograficzną i wywodzi ją od słów „grab”, „grabczak”, oznaczających kij grabowy. Nazwa, jako formacja sekundarna z przyrostkiem -ak, miałaby oznaczać skupisko grabów. Podobny wywód przedstawił niemiecki nauczyciel Heinrich Adamy według, którego nazwa pochodzi od polskiej nazwy drzewa liściastego  "grabu" - "von grab = Weisbuche". W swoim dziele o nazwach miejscowych na Śląsku wydanym w 1888 roku we Wrocławiu wymienia on obecnie używaną, polską formę Grabczok podając jej znaczenie "Buchwald" czyli po polsku "Grabowy las".
W alfabetycznym spisie miejscowości na terenie Śląska wydanym w 1830 roku we Wrocławiu przez Johanna Knie wieś występuje pod nazwą Grabczok, która była używana w obu językach: polskim i niemieckim. Ze względu na polskie pochodzenie dnia 8 czerwca 1936 r. nazistowska administracja III Rzeszy w miejsce wcześniejszej, historycznej nazwy Grabczok wprowadziła nową, całkowicie niemiecką nazwę "Buchendorf/Oberschlesien". 9 września 1947 r. polska administracja nadała miejscowości polską nazwę Grabczak, a 4 stycznia 1993 r. zmieniono ją na Grabczok.

## Administracja
Grabczok należy administracyjnie do gminy Murów, w powiecie opolskim, w województwie opolskim. Miejscowość stanowi samodzielne sołectwo, w skład którego wchodzi także miejscowość Mańczok; w wyborach do Rady gminy obie miejscowości tworzą okręg wyborczy (nr 3), posiadający 1 mandat.
Wedle urzędowego podziału terytorialnego kraju, z miejscowością związany jest przysiółek Mańczok.
W swojej historii Grabczok prawie zawsze był związany administracyjnie z Opolem: od 1815 r. do zakończenia II wojny światowej należał do powiatu opolskiego (niem. Landkreis Oppeln) w rejencji opolskiej (niem. Regierungsbezirk Oppeln), a od 1950 r., niezależnie od zmian podziału administracyjnego, należy do województwa opolskiego. W latach 1946–1950 miejscowość należała do województwa śląskiego.

## Historia
Grabczok został założony w 1784 r. za sprawą klasztoru w Czarnowąsach, na jego posiadłościach. Miejscowość składała się z 10 domów, a klasztor za jej wybudowanie dostał 100 talarów bonifikaty, ponieważ użył własnego budulca. W latach 1788–1789 wybudowano kolejne domy. W pierwszych latach istnienia miejscowość łączono z hutą szkła w Murowie, do której mieszkańcy Grabczoka mieli dostarczać piasek.
W połowie XIX w. w miejscowości znajdowała się szkoła ewangelicka, w której od 1818 r. był zatrudniony nauczyciel; po jej likwidacji uczniowie uczęszczają do placówki w sąsiednim Murowie. Poza tym w połowie XIX w. w Grabczoku znajdowały się też huta szkła i młyn wodny. W 1865 r. w Grabczoku znajdowały się m.in. młyn i smolarnia.
Do głosowania podczas plebiscytu uprawnionych było w Grabczoku 285 osób, z czego 218, ok. 76,5%, stanowili mieszkańcy (w tym 217, ok. 76,1% całości, mieszkańcy urodzeni w miejscowości). Oddano 283 głosy (ok. 99,3% uprawnionych), w tym 281 (ok. 99,3%) ważnych; za Niemcami głosowały 184 osoby (ok. 65,0%), a za Polską 97 osób (ok. 34,3%). W 1926 r. w miejscowości została założona jednostka straży pożarnej, natomiast w 1928 r. została wybudowana remiza.
27 września 2009 r., podczas dożynek, odsłonięto w centrum miejscowości pomnik, upamiętniający jej 225-lecie.

### Demografia
W 1819 r. Grabczok liczył 21 zagrodników i 2 chałupników. W 1865 r. w miejscowości mieszkało 22 chałupników, 4 chałupników wygonowych i 15 komorników.
| Rok                | 1819 | 1855 | 1861 | 1890 | 1900 | 1910 | 1925 | 1933 | 1939 | 1945 | 1960 | 1965 | 2001 | 2007 | 2009 | 2012 |
| Liczba mieszkańców | 162  | 245  | 292  | 345  | 380  | 418  | 429  | 447  | 470  | 341  | 349  | 389  | 331  | 318  | 330  | 309  |

(Źródła:.)